# 환일길
환일길(Hwanil-gil)은 서울특별시 마포구 아현동에 있는 서울특별시도로, 총 연장은 794m이다. 도로의 명칭이 유래된 것은 환일중고등학교 명칭을 이용한 도로명에서 따왔기 때문이다.

## 역사
- 2010년 6월 17일 : 도로명으로 환일길을 고시

## 주요 경유지
- 마포구
  - 아현동[2]

## 접촉하는 도로
- 신촌로 (국도 제6호선)
- 마포대로
- 만리재로

## 주요 건물 및 시설
- 아현경로문화센터 (환일길 3/아현동 710)
- 서울제일교회 (환일길 7/아현동 710-5)
- 환일중학교, 환일고등학교 (환일길 47/아현동 393-1, 중구 만리동2가 218-2)
- 성광빌라 (환일길 48-1/아현동 748-6)
- 스카이빌리지 (환일길 50/아현동 748-7)
- 명하우스 (환일길 66/아현동 393-4)
- 청보파크빌 (환일길 67-1/아현동 386-66)
- 아현아카데미빌딩 (환일길 72/아현동 386-98)
- 장수힐링빌 (환일길 73/아현동 386-71)